# Birgitta Palme
Birgitta Palme, född Sjögren den 30 december 1940 i Jönköping, död den 25 september 2000 i Örgryte församling i Göteborg, var en svensk skådespelare, regissör och teaterchef. 
Hon genomgick Göteborgs stadsteaters elevskola 1960–1963. Palme var chef för Göteborgs stadsteater 1985–1989. Hon var från 1966 till sin död gift med byråarkitekten i Göteborgs kommun Erik Palme.
Birgitta Palme är begravd på Stampens kyrkogård i Göteborg.

## Filmografi
- 1969 – Friställd (TV-serie)
- 1972 – Dela lika (TV-serie)
- 1973 – Pelle Jansson
- 1974 – Förr visste jag precis (TV-serie)
- 1993 – Konsulten
- 1998 – Svenska hjärtan (TV-serie)

## Teater

### Roller (ej komplett)
| År   | Roll           | Produktion                        | Regi             | Teater                |
| ---- | -------------- | --------------------------------- | ---------------- | --------------------- |
| 1976 | Siri von Essen | Tribadernas natt Per Olov Enquist | Carin Mannheimer | Göteborgs stadsteater |

### Regi (ej komplett)
| År   | Produktion          | Upphovsmän       | Teater                   |
| ---- | ------------------- | ---------------- | ------------------------ |
| 1999 | Rika barn leka bäst | Carin Mannheimer | Helsingborgs stadsteater |